# Кузь Володимир Юрійович
Володимир Юрійович Кузь (псевдо: «Руслан», «Самчук»; нар. 1926, смт. Перегінське, Долинський повіт, Станиславівське воєводство — пом. 29 серпня 1948, с. Рівня, тепер Калуський район, Івано-Франківська область) — український військовик,  політвиховник старшинської школи «Олені-2», в.о. провідника Станиславівського окружного проводу ОУН.

## Життєпис

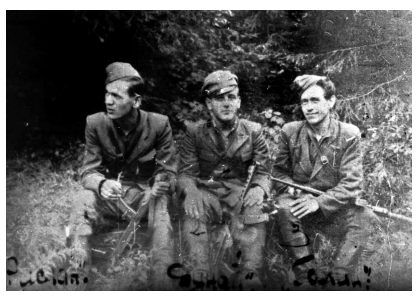
Володимир Кузь-«Руслан», Богдан Трач-«Дунай», Михайло Дяченко-«Гомін»

Народився 1926 року в селищі Перегінське Долинського повіту Станиславівського воєводства. 
Закінчив Станіславську гімназію. 
Член ОУН. Політвиховник старшинської школи «Олені-2». Референт пропаганди Станиславівського окружного проводу ОУН, з кінця 1946 по осінь 1947 виконував обов'язки провідника проводу, референт пропаганди Калуського окружного проводу ОУН (осінь 1947- 08.1948). 
Загинув у сутичці з чекістсько-військовою групою.